# Phryneta bulbifera
Phryneta bulbifera es una especie de escarabajo longicornio de la subfamilia Lamiinae. Fue descrita científicamente por Kolbe en 1894.
Se distribuye por Camerún, Uganda y República Democrática del Congo. Posee una longitud corporal de 19-33 milímetros. El período de vuelo de esta especie ocurre en los meses de febrero, agosto, noviembre y diciembre.
Phryneta bulbifera se alimenta de plantas y arbustos de la familia Apocynaceae, Moraceae y la subfamilia Sterculioideae, entre ellas, las especies Funtumia elastica, Theobroma cacao y varias del género Ficus.